# Jole Bovio Marconi
Jole Bovio Marconi (Roma, 21 gennaio 1897 – Palermo, 14 aprile 1986) è stata un'archeologa italiana.

## Biografia
Jole Bovio Marconi nacque a Roma il 21 gennaio 1897 da Giovanni, un alto ufficiale piemontese, e da Giulia Beccaria, discendente del noto Cesare. Fu un'importante archeologa che si laureò nel 1921 in lettere con una tesi di topografia romana alla Sapienza con Rodolfo Lanciani. Vinse una borsa di studio che le permise di specializzarsi presso la Scuola Archeologica Italiana di Atene nell'anno accademico 1923-1924, diretta allora da Alessandro della Seta. 
Durante gli studi in Grecia conobbe Pirro Marconi, anch'egli archeologo che sposerà nel 1926, scomparso prematuramente in un incidente aereo di ritorno dall'Albania nel 1938, e dal quale prese il secondo cognome. Vinse il concorso per Ispettore aggiunto ad Ancona nel 1926, si trasferì definitivamente a Palermo nel 1927 dove assunse l'incarico di Ispettore del Museo Nazionale di Palermo e dell’Ufficio alle Antichità della Sicilia occidentale. Nel 1928 diede alla luce una bambina che chiamò Marina. In quegli anni incentrò il suo lavoro sui monumenti classici. 
Già prima dell'avvento del fascismo, aderì alla battaglia delle suffragette per il voto alle donne. Divenne membro della Fildis, la prima associazione femminile internazionale presente a Palermo. Inoltre, fu socia fondatrice e poi presidente del Soroptimist Club di Palermo, pronta a battersi per i diritti delle donne. Ricopriva una posizione di un certo rilievo nel mondo intellettuale siciliano e spiccava per la sua cultura, la sua passione per la musica lirica e per i concerti, l’amore per le arti e la pittura. Il suo impegno politico femminista perdurò per tutta la vita, al quale si dedicò totalmente dal 1963, anno della sua pensione, sino alla sua morte.
Tra il 1933 e il 1935 iniziò a condurre i primi scavi in particolare nella borgata di Boccadifalco, vicino a Palermo, dove scoprì un villaggio dell’antica età del Bronzo e scavò una tomba collettiva a grotticella artificiale che, grazie alla presenza di una piccola verga di rame, le permise di datare la ceramica rinvenuta nella sepoltura all'era dell'Eneolitico. Tutte le sue scoperte, tra cui l'acropoli e le grotte scoperte tra il 1936 e il 1937 a Monte Castellaccio nei pressi di Termini Imerese, sono documentate da lei stessa in Notizie degli Scavi di Antichità.
Nel 1937 ottenne l'incarico a Direttore incaricato nel Museo Nazionale di Palermo insieme a Bruna Tamaro Forlati. Le venne affidata la cattedra di preistoria presso la facoltà di Lettere e filosofia dell'Università di Palermo nel 1938 e nello stesso anno condusse due campagne di scavo: la prima è alle fortificazioni megalitiche a Cefalù, la seconda è alla grotta del Vecchiuzzo, nei pressi di Petralia Sottana, già esplorata precedentemente e frequentata dal tardo Neolitico fino alla prima età del Bronzo. Nel 1939 divenne sovrintendente archeologica per la Sicilia occidentale. Si dedicò alla stesura di alcune pubblicazioni sulla civilizzazione della Conca d'Oro e della Grotta del Vecchiuzzo. Rimase direttrice della Sovrintendenza archeologica della Sicilia Occidentale dagli anni trenta e fino agli anni sessanta. Durante la seconda guerra mondiale si occupò del trasferimento dei reperti custoditi presso il Museo archeologico regionale Antonio Salinas spostandoli personalmente presso il convento di San Martino delle Scale. Vista la grande devastazione di tutta l'ala meridionale del museo a causa di una bomba, caduta nella vicina chiesa dell’Olivella, nell'aprile 1943, l'operazione permise di preservare gran parte della collezione. Al termine della guerra si occupò della ricostruzione e risistemazione del museo, tanto che se Antonio Salinas è colui che creò il museo, Jole Bovio Marconi è considerata colei che lo ricreò nuovamente. Infatti dopo vari interventi, nell’aprile del 1952, riuscì a portare a termine la sua opera e a riaprire il museo con una nuova e moderna esposizione delle collezioni, sistemate in raffinate vetrine realizzate da Fontana Arte.
Tra le trenta campagne di scavi di archeologia e preistoria di cui si occupò, le più importanti da segnalare sono gli scavi nella Grotta dell’Addaura con i suoi graffiti (1952) e nella Grotta Niscemi (1953) entrambe sul Monte Pellegrino, a Palermo, e nella Grotta di Cala dei Genovesi a Levanzo (1952) a cui apportò una nuova lettura dei dipinti presenti al suo interno. Sempre negli anni cinquanta ampliò i suoi studi in quanto scavò in maniera sistematica alcuni centri punici, quali Erice e Marsala, l’antica “Lilibaeum”, di cui riuscì a dar luce a una porzione della vasta necropoli, la cinta muraria e le terme di epoca romana. Bovio Marconi progettò e realizzò l'anastilosi (cioè la "riedificazione") del Tempio E di Selinunte, le cui metope si trovano ancora oggi nel Museo di Palermo. Si occupò del restauro del tempio di Segesta.
Nel 1963 pubblicò il primo saggio sul bicchiere campaniforme siciliano, "Sulla diffusione del vaso campaniforme in Sicilia" (Kokalos 9, pp. 93–128).
Nel 1964 venne insignita della Medaglia d’oro al Merito della Cultura, dell’Arte e della Scuola del Ministero della Pubblica Istruzione e ricevette il titolo di Commendatore della Repubblica.
Il suo percorso di archeologa e scienziata è segnato da ben oltre 67 pubblicazioni scientifiche, svariati articoli e recensioni, tra cui si ricorda un fascicolo del Corpus Vasorum Antiquorum del 1938 sui vasi greci figurati del Museo di Palermo, e volge al termine con la pubblicazione dello scavo condotto nella Grotta del Vecchiuzzo (1979) presso Petralia Sottana, che costituisce la sintesi di un lungo lavoro di raccolta dati, iniziato quaranta anni prima.
Morì a Palermo il 14 aprile 1986.
A dieci dalla sua morte, nel 1996, la direzione del Museo Archeologico Regionale “Antonino Salinas” ha deciso di intitolare a suo nome la sezione preistorica del museo e dedicare un volume nei Quaderni del Museo in suo ricordo.
Jean Guilaine, Sebastiano Tusa e Primo Veneroso hanno dedicato alla sua memoria il saggio La Sicile et l'Europe Campaniforme, pubblicato nel 2009 a Tolosa, con fondi del Collège de France.